# Fjällämmel
Fjällämmel (Lemmus lemmus) är en art i gnagarfamiljen Cricetidae. Fjällämmeln förekommer i Fennoskandia och är enda ryggradsdjuret som med säkerhet är endemisk för regionen. I sitt utbredningsområde är den en mycket vanligt förekommande art. Den lever främst på tundra och i fjällen, helst i närheten av vatten. Födan för vuxna består främst av gräs, starr och mossa. De är aktiva hela dygnet och alternerar mellan perioder av vila och aktivitet.

## Utbredning
Fjällämmeln förekommer vanligen i öppna fjällområden, men kan även påträffas i björk- och videskog i Norge, på Kolahalvön samt nordligare delar av både Finland och Sverige. Utbredningsområdets östgräns är Vita havet. Dess sydgräns fluktuerar beroende på populationsförändringar. Under så kallade lämmelår är utbredningsområdet betydligt större. I Sverige förekommer den vanligtvis ner till norra Dalarna, främst i fjälltrakterna, och under vintern eller vid markanta populationsökningar även i lägre regioner.

## Utseende

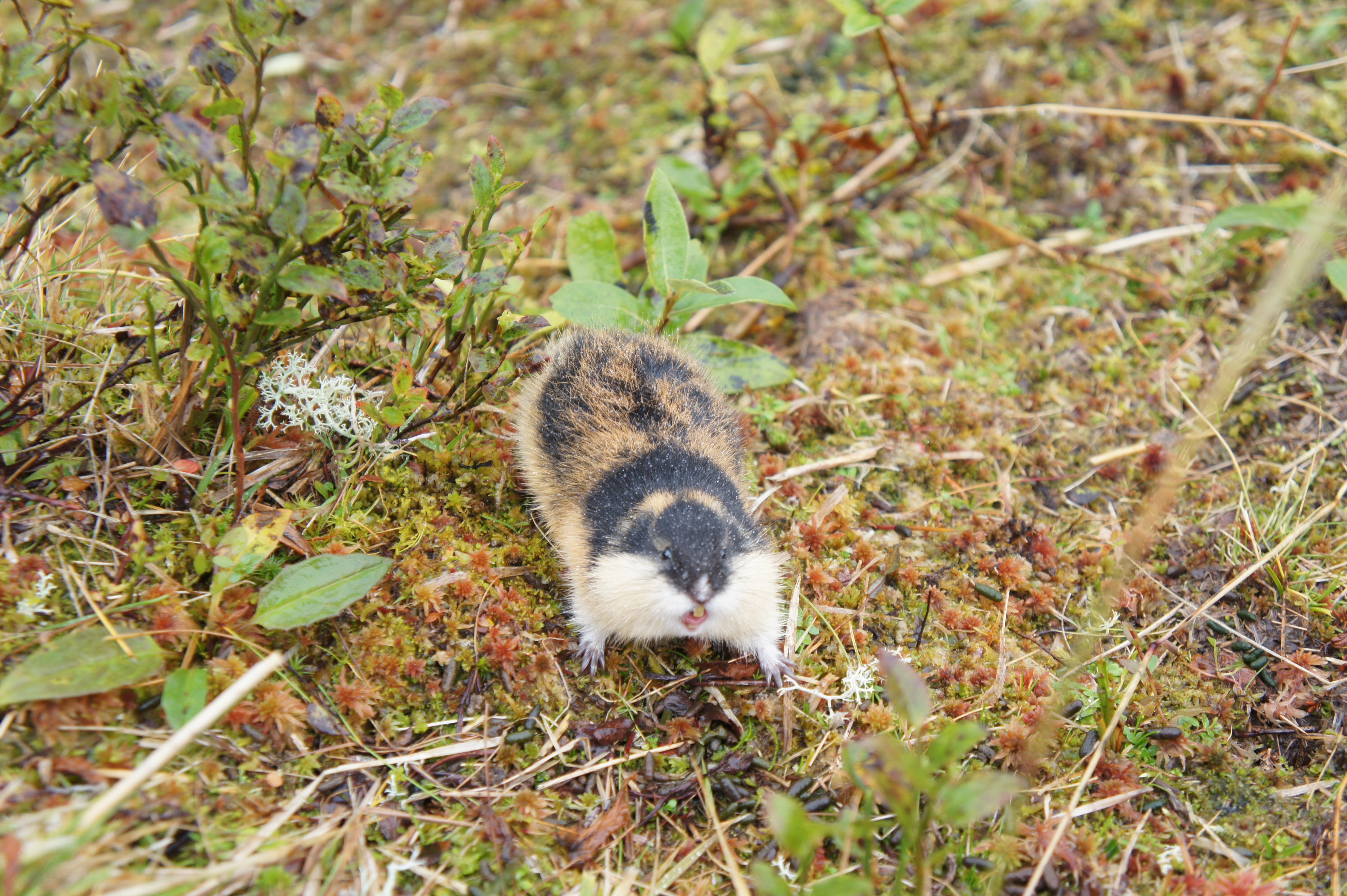
Lämmel i försvarsställning.

Fjällämmeln är 12–15 centimeter lång; pälsen är gulaktig på undersidan samt rödbrun på sidorna och bakkroppen. På ovansidan finns ett svart område från nosen till ryggens mitt som ofta fortsätter i en strimma till bakdelen. Det svarta området bryts mellan öronen av orangebruna fläckar. Vikten är omkring 100 gram.

## Ekologi

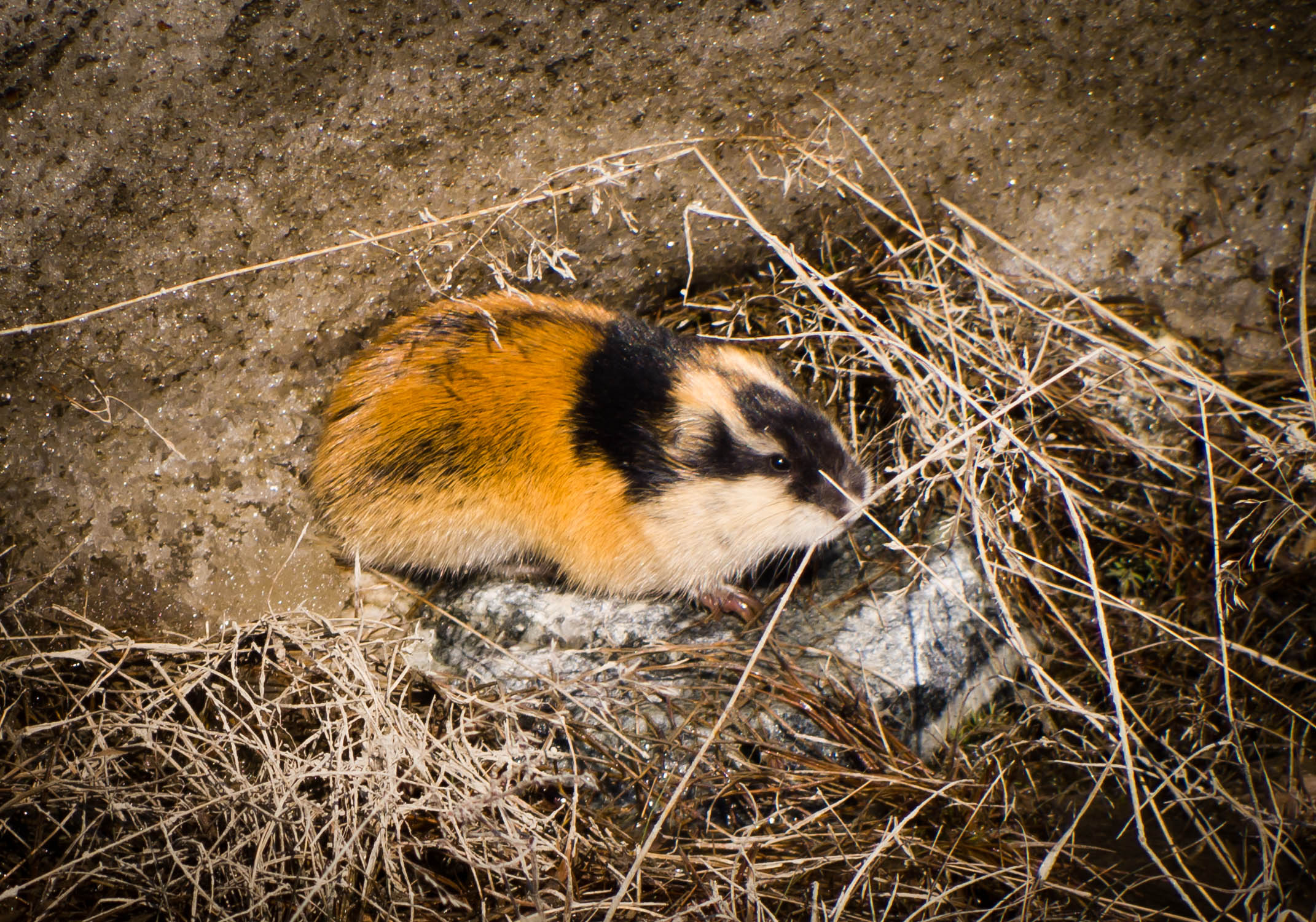
Lämmel

Lämmelns huvudsakliga föda utgörs av de flesta växter som finns tillgängliga i markskiktet. Mossor är viktigare under vintern medan örter och gräs dominerar under sommaren. Mycket sällan äter den as.
När födotillgången är god kan honan få upp till 6 kullar men vid dåliga år betydligt färre. Antalet ungar per kull kan vara uppemot 12 stycken. Honan kan bli könsmogen redan vid 20 dagars ålder.

### Lämmelår
Periodvis förekommer fjällämmeln i mycket stort antal, (250 stycken per hektar) så kallade lämmelår. Dessa förändringar i populationsstorlek sker cykliskt, det vill säga att topparna och dalarna av lämmelns täthet sker ganska regelbundet. Topparna respektive dalarna sker cirka vart 3–5 år.
Under lämmelår uppträder lämmeln aggressivt, ofta fräsande och med högljudda gnisslanden. Då händer det att lämlarna lämnar sina boplatser. Tusentals lämlar vandrar då tillsammans för att hitta nya boplatser och bilda nya kolonier.
Som en följd av det stora antalet lämlar under sådana år stiger också antalet födda ungar hos rovfåglar som till exempel fjällvråk och fjälluggla. Även fjällräven föder upp större kullar än vanligt vid goda lämmelår. 1965 och 1969 var berömda lämmelår. 2008 väntades bli ett lämmelår,, men denna förhoppning infriades inte.. 2011 blev däremot ett ymnigt lämmelår, vilket också 2019 har goda förutsättningar att bli.
Bredvid de nämnda rovdjuren kan även renar döda och äta fjällämlar som utgör en saltkälla för hjortdjuret. Därför heter fjällämmel på samiska goddesáhpán ("renmus").

## Lämmeltåg
År då populationen är stor uppstår vandringsbeteenden hos lämlarna, bland annat på grund av matbrist. Hur det förhåller sig med de riktigt storskaliga massvandringarna, så kallade lämmeltåg, är omdebatterat men de flesta anser idag att de är historier som bygger på överdrifter.

## Bygdemål
| Namn    | Trakt              | Referens |
| ------- | ------------------ | -------- |
| Lemming | Hälsingland        | [ 13 ]   |
| Lymälld | Dalarna (Älvdalen) | [ 13 ]   |